# The Robbers (film 1913)
The Robbers è un cortometraggio muto del 1913 diretto da Walter Edwin. La sceneggiatura di basa sul lavoro teatrale Die Räuber (in italiano, I masnadieri) di Friedrich Schiller, rappresentato per la prima volta a Mannheim nel 1782.

## Produzione
Il film fu prodotto dalla Edison Company.

## Distribuzione
Distribuito dalla General Film Company, il film - un cortometraggio in una bobina - uscì nelle sale cinematografiche statunitensi il 2 agosto 1913.